# Pedicularis cryptantha
Pedicularis cryptantha är en snyltrotsväxtart. Pedicularis cryptantha ingår i släktet spiror, och familjen snyltrotsväxter.

## Underarter
Arten delas in i följande underarter:
- P. c. cryptantha
- P. c. erecta